# Nederlands Instituut voor Mediakunst

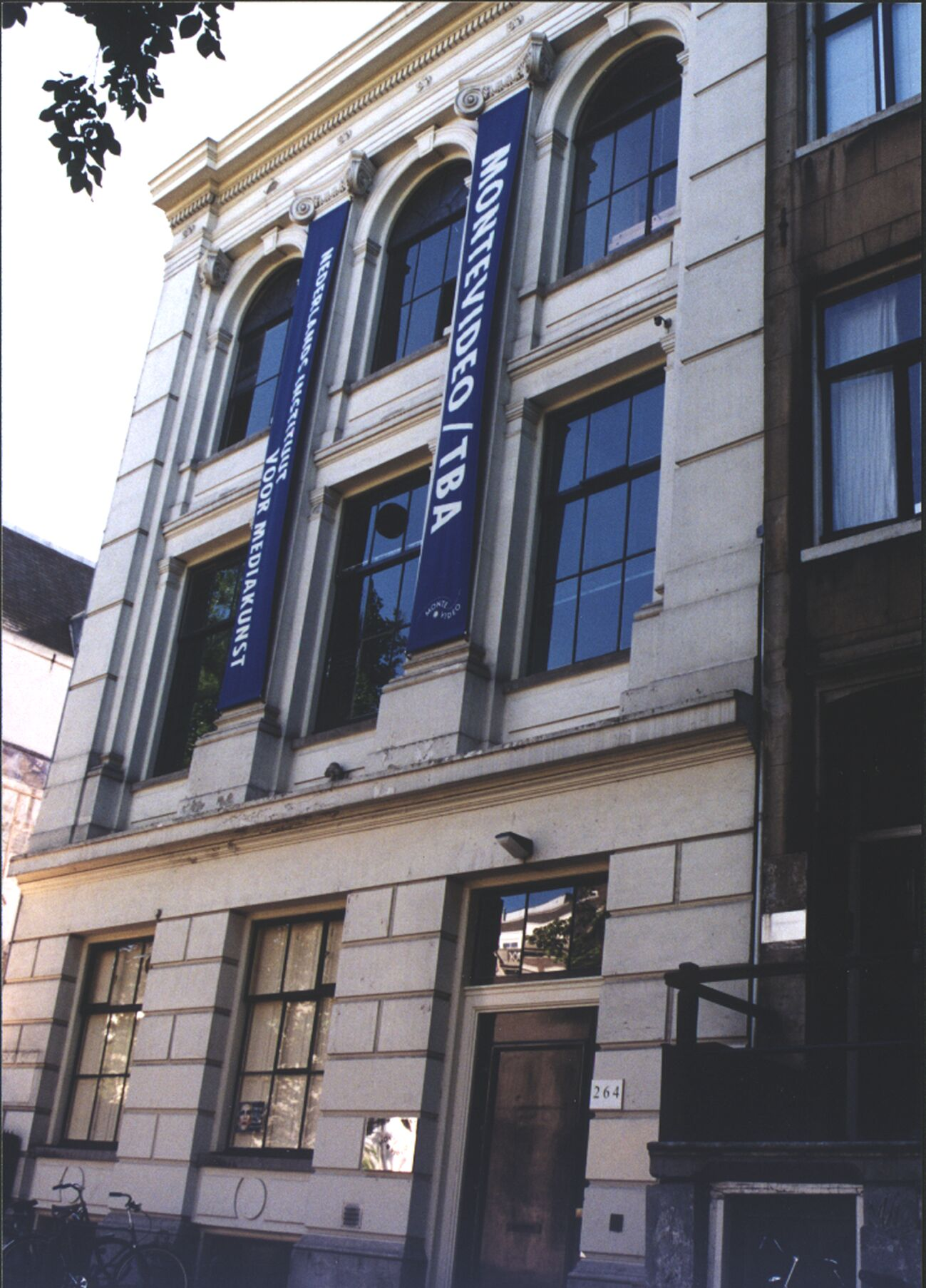
Voormalig pand van het Nederlands Instituut voor Mediakunst

Het Nederlands Instituut voor Mediakunst (NIMk) was een instituut ter bevordering van de ontwikkeling, toepassing en distributie van mediakunst. Het instituut was gevestigd in een pand aan de Keizersgracht te Amsterdam.

## Geschiedenis
Het NIMk is ontstaan uit een fusie tussen Time Based Arts en MonteVideo in 1994. MonteVideo werd in 1978 opgericht door Rene Coelho en was een internationaal succesvolle galerie gespecialiseerd in elektronische en videokunst. Werk van kunstenaars als Bill Viola, Gary Hill, Shelly Silver en Gabor Body werd er tentoongesteld. Door deze fusie kwamen er weer middelen beschikbaar van de Rijksoverheid, die in de loop van de jaren uitgebreid en omgezet werden in een structurele subsidie om de mediakunst en digitale kunst op drie kerngebieden te ondersteunen: presentatie, onderzoek en collectie. Het NIMk bood faciliteiten en een uitgebreide dienstverlening voor kunstenaars en kunstinstellingen. Daarnaast bood het NIMk ook residenties en educatieve programma's die voor alle activiteiten ontwikkeld werden. Van 1998 tot 2010 was Heiner Holtappels directeur.

## Presentatie
Het instituut bood binnenshuis wisselende tentoonstellingen waarbij een gedeelte gewijd was aan de collectie en een gedeelte aan hedendaagse mediakunst. Ook werden er vaak presentaties, symposia, screenings, workshops en live performances georganiseerd. Daarnaast programmeerde het NIMk ook buitenshuis activiteiten, vaak in samenwerking met andere culturele organisaties. NIMk toonde naast opkomende ook internationaal bekende kunstenaars die in Nederland nog niet eerder uitvoerig getoond werden, zoals Marina Abramović, John Bock en Cory Arcangel. De tentoonstellingen vroegen aandacht voor de consequenties van technologische ontwikkelingen binnen de hedendaagse kunst, het kunstwerk en het artistieke proces.
Sinds 1978 is wereldwijd een van de omvangrijkste collecties video- en mediakunst verzameld, waaraan voortdurend nieuwe werken werden toegevoegd. Naast de eigen collectie distribueerde het Instituut ook de videocollecties van Stichting De Appel te Amsterdam en het Lijnbaancentrum te Rotterdam. NIMk's distributiecollectie omvatte meer dan 2000 werken, variërend van de eerste experimenten tot recente producties van bekende (inter)nationale kunstenaars en opkomend talent. Daarnaast beheerde het NIMk een archief met ruim 1000 titels videodocumentatie en kunstwerken, uit ruim 30 jaar eigen activiteiten en projecten.

## Onderzoek en educatie
Het NIMk ondersteunde onderzoek en ontwikkeling op het gebied van mediakunst, hierbij werd een interdisciplinaire en experimentele benadering toegepast. Het instituut bood daarnaast educatieve programma's aan voor diverse doelgroepen. NIMk was een pionier en expertisecentrum op het gebied van de conservering van mediakunst en kende een uitgebreide onderzoeksagenda en dienstverlening op dit gebied.

## Sluiting
Per 31 december 2012 is het NIMk gestopt met zijn activiteiten, omdat het ministerie van Onderwijs, Cultuur en Wetenschap het instituut niet langer ondersteunde. Kennis en taken als distributie, collectie en conserveringwerkzaamheden zijn in een nieuwe vorm voortgezet door LIMA met Gaby Wijers als directeur.